# گاله‌سه
گاله‌سه (به ایتالیایی: Gallese) یک کومونه در ایتالیا است که در استان ویتربو واقع شده‌است. گاله‌سه ۳۷٫۳۰ کیلومتر مربع مساحت و ۳٬۰۲۲ نفر جمعیت دارد و ۱۳۵ متر بالاتر از سطح دریا واقع شده‌است.